# Walowa Góra
Walowa Góra – wieś w Polsce położona w województwie małopolskim, w powiecie limanowskim, w gminie Limanowa.
W latach 1975–1998 miejscowość administracyjnie należała do województwa nowosądeckiego.